# Sosnowiec (Sainte-Croix)
Pour les articles homonymes, voir Sosnowiec (homonymie).
Sosnowiec est une localité polonaise de la gmina de Sędziszów, située dans le powiat de Jędrzejów en voïvodie de Sainte-Croix.